# Nogoom FC
Nogoom Football Club (arabisch نادي النجوم لكرة القدم, DMG Nādī n-Nuǧūm li-kurat al-qadam), kurz Nogoom FC, ehemals Nogoom El Mostakbal Football Club, ist ein ägyptischer Fußballverein mit Sitz in Madinat as-Sadis min Uktubar. Der Verein spielt derzeit in der Second Division, der zweithöchsten Spielklasse in Ägypten.

## Geschichte
Der Nogoom FC wurde 2007 mit dem Ziel gegründet, einer der führenden Profifußballvereine Ägyptens zu werden und dabei auf junge Talenten zu setzen und ihnen die Möglichkeit zu bieten, sich im Spitzenfußball zu etablieren. Der Club befindet sich laut eigenen Angaben im Privatbesitz von Mohamed Eltawila, der sich den Club als Modell für Professionalität, Einheit und Erfolg vorstellt.
Der Nogoom FC stieg auf die Saison 2008/09 in die Egyptian Fourth Division, auf die Saison 2010/11 in die Third Division, auf die Saison 2013/14 in die Second Division und schließlich auf die Saison 2018/19 in die Premier League, aus welcher er aber eine Saison später gleich wieder abstieg.

## Platzierungen
| Saison   | 2007/08 | 2008/09 | 2009/10 | 2010/11 | 2011/12 | 2012/13 | 2013/14 | 2014/15 | 2015/16 | 2016/17 | 2017/18 | 2018/19 |
| -------- | ------- | ------- | ------- | ------- | ------- | ------- | ------- | ------- | ------- | ------- | ------- | ------- |
| Liga     | 5       | 4       | 4       | 3       | 3       | 3       | 2 Gr. 3 | 2 Gr. C | 2 Gr. C | 2 Gr. B | 2 Gr. B | 1       |
| Position | ▲       |         | ▲       |         |         | ▲       | 7       | 6       | 4       | 8       | ▲1      | ▼18     |

## Bekannte Spieler
- Essam El-Hadary